# Mnohoúhelník
Mnohoúhelník (také polygon) je část roviny vymezená úsečkami, které spojují určitý počet bodů (nejméně tři), z nichž žádné tři sousední neleží na jedné přímce. Další možná definice je tato: mnohoúhelník je část roviny omezená uzavřenou lomenou čárou takovou, že žádné tři následující koncové body jejích úseček neleží v jedné přímce.

## Základní pojmy
Body, které určují mnohoúhelník, se nazývají vrcholy mnohoúhelníku. Úsečky, které spojují sousední vrcholy, se nazývají strany mnohoúhelníku. Úsečky, které spojují nesousední vrcholy, se nazývají úhlopříčky. Úhly, které svírají sousední strany, se nazývají vnitřní úhly mnohoúhelníka. Počet vrcholů, stran a vnitřních úhlů je v jednom mnohoúhelníku stejný a tento počet určuje název mnohoúhelníku: trojúhelník, čtyřúhelník, pětiúhelník, šestiúhelník… (obecně {\displaystyle n}-úhelník).

## Znázornění a zápis
Mnohoúhelník se znázorňuje pomocí jeho vrcholů a stran, označuje se výčtem vrcholů v jejich přesném pořadí. U speciálních mnohoúhelníků (trojúhelník, čtverec, obdélník, …) se v zápise před výčet vrcholů umisťuje příslušný symbol (Δ …). Vrcholy, strany a úhly mnohoúhelníka se zapisují stejným způsobem jako body, úsečky a úhly.

## Druhy mnohoúhelníků
Kromě mnohoúhelníků lišících se počtem vrcholů (viz Základní pojmy) se mnohoúhelníky dělí na:
- pravidelné (všechny strany i vnitřní úhly jsou shodné) a nepravidelné,
- konvexní (všechny vnitřní úhly jsou menší než 180°) a nekonvexní (alespoň jeden vnitřní úhel je větší než 180°),
- pravoúhelníky (všechny vnitřní úhly jsou pravé, případně 270°) a nepravoúhelníky (aspoň jeden vnitřní úhel se nerovná pravému úhlu).
- jednoduché a degenerované (alespoň 2 strany se protínají)

## Vlastnosti
- Obvod mnohoúhelníka {\displaystyle P} se vypočte jako součet délek všech jeho stran:

{\displaystyle P=a+b+c+...}, kde {\displaystyle a,b,c,...} jsou jednotlivé strany mnohoúhelníka.
- Obsah obecného mnohoúhelníka {\displaystyle S} se vypočte pomocí rozložení mnohoúhelníka na vhodné vzájemně se nepřekrývající trojúhelníky, obdélníky nebo čtverce, jejichž obsahy {\displaystyle S_{1},S_{2},...} se vypočítají podle známých vzorců a následně sečtou:

{\displaystyle S=S_{1}+S_{2}+...}
- Obsah mnohoúhelníka, jehož strany se nekříží, se dá spočítat Gaussovou metodou pro výpočet plochy či prostřednictvím L'Huillierových vzorců

{\displaystyle S={\frac {1}{2}}\left|\sum _{i=1}^{n}(x_{i}y_{i+1}-x_{i+1}y_{i})\right|}, kde {\displaystyle (x_{i},y_{i})} jsou souřadnice vrcholů mnohoúhelníka, {\displaystyle x_{n+1}} a {\displaystyle y_{n+1}} splývají s {\displaystyle x_{1}} a {\displaystyle y_{1}}
- Součet vnitřních úhlů {\displaystyle n}-úhelníku je roven (výsledek v radiánech nebo stupních):[1]

{\displaystyle \pi \cdot (n-2)\;\mathrm {rad} }
nebo
{\displaystyle 180^{\circ }\cdot (n-2)}
- Počet úhlopříček obecného {\displaystyle n}-úhelníku určuje vztah:

{\displaystyle {\frac {1}{2}}n(n-3)}
- Jestli existuje taková kružnice, že na ní leží všechny vrcholy daného mnohoúhelníku, pak je mnohoúhelníku opsaná. Mnohoúhelník, kterému lze opsat kružnici se nazývá tětivový (jeho strany jsou tětivami opsané kružnice).
- Každý n-úhelník lze vždy rozdělit na ({\displaystyle n-2}) trojúhelníků.

### Vlastnosti pravidelného mnohoúhelníku
- Velikost vnitřního úhlu pravidelného {\displaystyle n}-úhelníku má hodnotu (v radiánech)

{\displaystyle \alpha _{n}={\frac {n-2}{n}}\pi }
- Velikost středového, případně vnějšího úhlu je rovna

{\displaystyle \alpha _{n}^{\prime }={\frac {2\pi }{n}}}
- Pravidelnému mnohoúhelníku lze opsat i vepsat kružnici. Středy obou kružnic leží ve stejném bodě, který je totožný s těžištěm mnohoúhelníku.
- Označí-li se délka strany pravidelného {\displaystyle n}-úhelníku jako {\displaystyle a_{n}} a poloměr kružnice opsané jako {\displaystyle r_{n}}, pak poloměr {\displaystyle \rho _{n}} kružnice vepsané lze určit ze vztahu

{\displaystyle \rho _{n}={\sqrt {r_{n}^{2}-(a_{n}/2)^{2}}}}
- Obsah pravidelného {\displaystyle n}-úhelníku lze určit jako

{\displaystyle S_{n}={\frac {na_{n}\rho _{n}}{2}}=n\rho _{n}^{2}\operatorname {tg} {\frac {\pi }{n}}={\frac {n\cdot a_{n}^{2}}{4\cdot \operatorname {tg} {\frac {\pi }{n}}}}=nr_{n}^{2}\operatorname {sin} {\frac {\pi }{n}}\operatorname {cos} {\frac {\pi }{n}}={\frac {1}{2}}\ nr_{n}^{2}\operatorname {sin} {\frac {2\pi }{n}}}
- Pravidelný {\displaystyle n}-úhelník má {\displaystyle n} os souměrnosti a pro sudé {\displaystyle n} i střed souměrnosti.

## Tabulka mnohoúhelníků
Tabulka obsahuje seznam mnohoúhelníků s názvy v češtině a v cizích slovech.
| Počet úhlů | Cizím slovem   | v češtině           |
| ---------- | -------------- | ------------------- |
| 3          | trigon         | trojúhelník         |
| 4          | tetragon       | čtyřúhelník         |
| 5          | pentagon       | pětiúhelník         |
| 6          | hexagon        | šestiúhelník        |
| 7          | heptagon       | sedmiúhelník        |
| 8          | oktagon        | osmiúhelník         |
| 9          | nonagon        | devítiúhelník       |
| 10         | dekagon        | desetiúhelník       |
| 11         | hendekagon     | jedenáctiúhelník    |
| 12         | dodekagon      | dvanáctiúhelník     |
| 13         | triskaidekagon | třináctiúhelník     |
| 14         | tetradekagon   | čtrnáctiúhelník     |
| 15         | pentadekagon   | patnáctiúhelník     |
| 20         | ikosagon       | dvacetiúhelník      |
| 100        | hektagon       | stoúhelník          |
| 1000       | kiliagon       | tisíciúhelník       |
| 10000      | myriagon       | desetitisíciúhelník |